# الطب في عمان

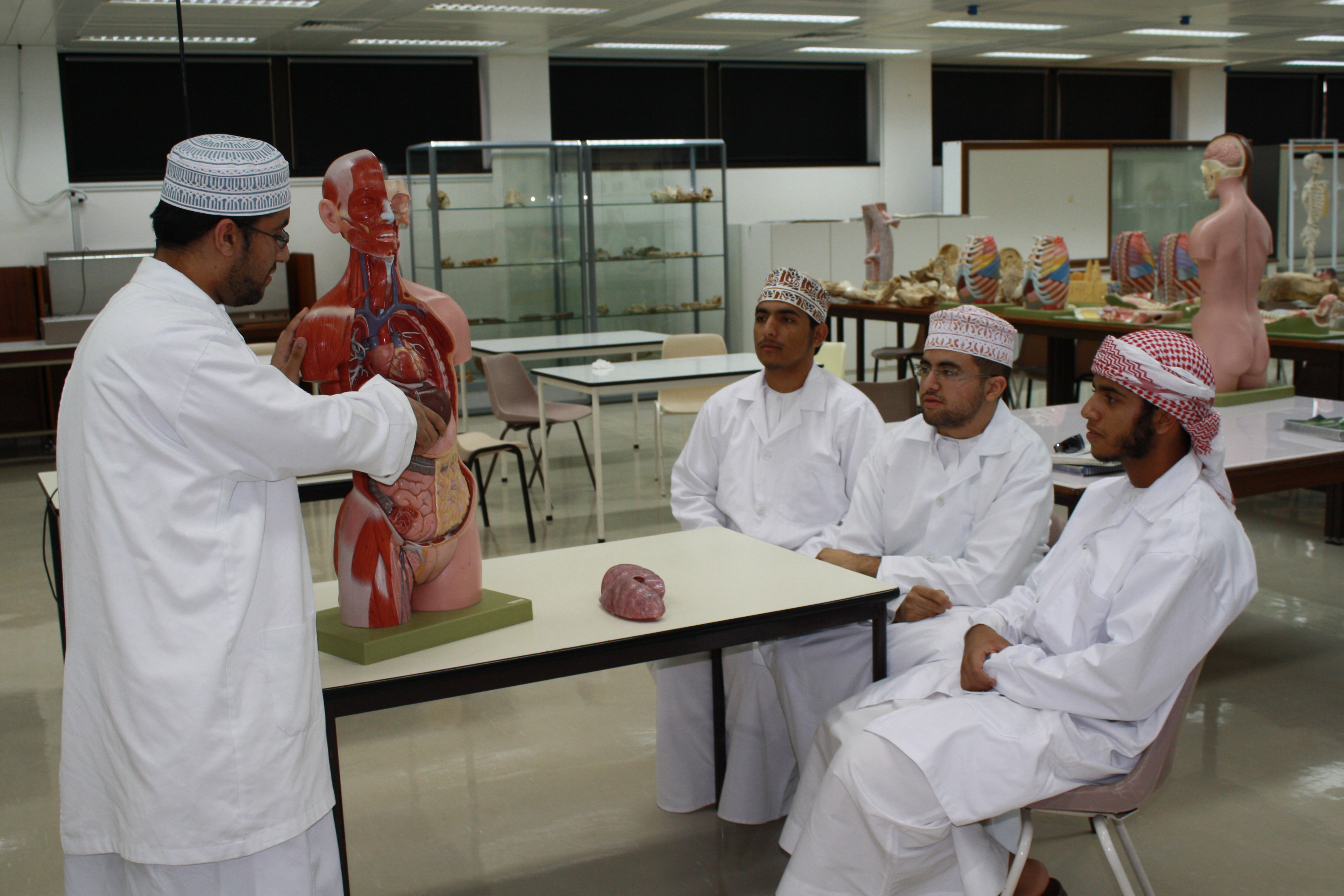
المتحف الطبي

الطب في عمان ما بين الماضي والحاضر له من الأهمية في حياة الإنسان الأثر الكبير، وقد عرف أهل عمان الطب قديما وحديثا، وكان مما توصل إليه القدماء من معرفة بالأمراض وكيفية علاجها عن طريق التجربة والإستلهام، أما الطب الحديث فلم يتوصل إلى العلاج إلا بعد تجارب عديدة وجهود مضنية، حيث تحدثت الدراسات بإن هناك اتجاهين في الطب العربي القديم، اتجاه طبي فلسفي نظري، واتجاه آخر عملي يهتم بالممارسات الطبية العملية، وقد كان إلاتجاه الفلسفي النظري هو الأكثر انتشارا وغلبة في ذلك الوقت، والذي يندرج تحته أطباء عرب من أمثال: محمد بن زكريا الرازي والحسين بن عبد الله بن سينا.
أما الاتجاه الآخر لم يكتب له التوسع والانتشار وذلك لاهتماماته بالممارسات العملية التي لم يكن لها رواجا واهتماما كثيرا في ذلك الوقت.
الطب العماني كان قائما قديما على الممارسة والتجريب، بدون تركيز على النظر الفلسفي، ومن غير اهتمام بتدوين الخبرة ونقلها للآخرين.
وإنقسم أطباء أهل عمان إلى نوعان: أطباء بعقولهم، والنوع الآخر أطباء بمنقولهم، وكلا الأطباء هم على صواب، وبالرغم من مهارتهم في الطب إلا أنه كانت تنقصهم الأدوات والآلات التي تستخدم للعلاج.

## المخطوطات الطبية المحفوظة
إحتفظت دائرة المخطوطات بوزارة التراث والثقافة على ما يقارب من 128 مخطوطة طبية، لأطباء عرب وعجم، بعضها معلوم المؤلف وبعضها الآخر مجهول. تتوزع هذه المخطوطات لدى وزارة التراث والثقافة بين مؤلفات لأطباء يونان مثل: أبقراط وأرسطو، ومؤلفات لاطباء عرب مثل: إبن سيناء والرازي، ومؤلفات لأطباء عمانيين مثل: راشد بن خلف الرستاقي وراشد بن عميرة الرستاقي.
كما قامت الوزارة بطباعة كتاب (فاكهة السبيل) لراشد بن عميرة الرستاقي العيني. يحتوي هذا الكتاب على شرح النظريات المؤسسة للطب، مثل نظرية الطبائع الأربع السائدة عند اليونان ومن جاء بعدهم من أطباء العرب المسلمين، ويوضح فيها ما يجب أن يتحلى به الطبيب من أخلاق عند مزاولة مهنته، وإستقصاء المعلومات المتوافرة آنذاك في علوم الأجنة والتشريح والصيدلة، ويعدد طبائع الأطعمة والأدوية ومنافعها، ويذكر ما يصلح للبدن من مأكل ومشرب وحركة ونوم ويقظة، كما يعرض الكتاب الأمراض التي يصاب بها الإنسان مرضا بعد آخر، واصفا أعراضها وطرق انتشارها وكيفية علاجها، بداية من الرأس ومرورا بالرئة والباطن وانتهاءا بالمفاصل والعضلات.

## أشهر الأطباء العمانيين
من أشهر الأطباء العمانيين الذين ذاع صيتهم، وخلص عملهم:
- راشد بن خلف، من علماء أواخر القرن التاسع والثلث الأول من القرن العاشر الهجريين.[1]
- عميرة بن ثاني.[1]
- راشد بن عميرة بن ثاني بن خلف، وله مؤلفات كثيرة قي الطب[1]، وابتكارات لبعض المعدات الطبية مثل آلات الوسم و الجراحة وغيرها، كما نجح في إجراء عمليات جراحية صعبة ودقيقة، فقد قام بإجراء عملية لامرأة حامل نطحها ثور في عام 995هـ، حيث قام بفتح بطنها وإخراج أمعائها، فقام بداية بالمحافظة على الأمعاء من الفساد، عن طريق تكمدتها وتدفئتها لكي لا تصاب المرأة بالشلل، ثم قام بتنكيس جسد المرأة أثناء العملية وذلك لينحدر الرأس والظهر والإقلال من النزيف، ثم قام بخياطة الموضع، وكانت عملية ناجحة.[3]
- عميرة بن راشد بن ثاني بن خلف.[1]
- علي بن مبارك بن خلف بن محمد بن عبد الله بن هاشم.[1]
- طالب بن علي بن مبارك.[1]
- خميس بن سالم بن خميس بن درويش بن راشد بن نمر بن راشد بن عميرة.[1]

ويعد أبو محمد بن عبد الله بن محمد الأزدي الصحاري والذي عاش في القرن الخامس الهجري(الحادي عشر الميلادي) من الرواد والمتمكنين في الطب العربي، حيث ألف كتابا أطلق عليه اسم كتاب ( الماء ) وهوعبارة عن كتاب معجم طبي عربي.
إعتمد الأطباء العمانيين ومؤلفاتهم الطبية مثل مؤلفات راشد بن عميرة على العلوم الأساسية للطب في استناداتهم النظرية للأمراض، ويلاحظ ذلك من خلال تخصص أجزاء منها في علم التشريح، مثل شرح أجزاء العين وطبقاتها وطرق اتصالها بالدماغ، وشرح علم الأجنة، مثل ذكر أطوار الجنين وبداية تشكل الأعضاء الرئيسية والمهمة، للطبيب راشد بن عميرة، بالإضافة إلى ذكر الفلسفة الطبية التي كانت سائدة آنذاك.